# Gedangsari
Gedangsari ist ein Distrikt (Kecamatan) im Regierungsbezirk (Kabupaten) Gunungkidul der Sonderregion Yogyakarta im Süden der Insel Java. Der Kecamatan liegt im Norden des Kabupatens. Ende 2021 zählte er 39.924 Einwohner auf 68,56 km² Fläche.

## Geographie
Gedangsari hat folgende Kecamatan als Nachbarn:
| Richtung0000 | Name Kec.  | Kabupaten   | Provinz     |
| Norden       | Gantiwarno | Klaten      | Zentraljava |
| Norden       | Wedi       | Klaten      | Zentraljava |
| Nordosten    | Bayat      | Klaten      | Zentraljava |
| Osten        | Ngawen     | Gunungkidul | DIY*        |
| Südosten     | Nglipar    | Gunungkidul | DIY*        |
| Süden        | Playen     | Gunungkidul | DIY*        |
| Südwesten    | Platuk     | Gunungkidul | DIY*        |
| Westen       | Prambanan  | Sleman      | DIY*        |

* D.I.Yogyakarta

## Verwaltungsgliederung
Der Kecamatan (auch Kapanewon genannt) gliedert sich in sieben ländliche Dörfer (Desa, auch Kalurahan genannt):
| PUM-Code 1    | Desa            | Fläche (km²) | Bevölkerung zur Volkszählung 2 | Bevölkerung zur Volkszählung 2 | Bevölkerung zur Volkszählung 2 | Bevölkerung zur Volkszählung 2 | Bevölkerung zur Volkszählung 2 | Bevölkerung zur Volkszählung 2 | Padu- kuhan 4 | RW/ RT 5 |
| PUM-Code 1    | Desa            | Fläche (km²) | 002000                         | 002010                         | Männer                         | Frauen                         | 2020                           | Dichte 3                       | Padu- kuhan 4 | RW/ RT 5 |
| ------------- | --------------- | ------------ | ------------------------------ | ------------------------------ | ------------------------------ | ------------------------------ | ------------------------------ | ------------------------------ | ------------- | -------- |
| 34.03.14.2001 | Hargomulyo      | 11,47        | 6.066                          | 6.299                          | 3.566                          | 3.582                          | 7.148                          | 623,2                          | 14            | 14/62    |
| 34.03.14.2002 | Mertelu         | 9,74         | 3.766                          | 3.499                          | 1.848                          | 1.836                          | 3.684                          | 378,2                          | 10            | 10/56    |
| 34.03.14.2003 | Watugajah       | 7,96         | 4.344                          | 3.665                          | 1.954                          | 1.907                          | 3.861                          | 485,1                          | 5             | 5/43     |
| 34.03.14.2004 | Sampang         | 5,55         | 2.912                          | 2.687                          | 1.453                          | 1.462                          | 2.915                          | 525,2                          | 6             | 6/28     |
| 34.03.14.2005 | Serut           | 8,59         | 4.870                          | 4.828                          | 2.428                          | 2.505                          | 4.933                          | 574,3                          | 7             | 7/38     |
| 34.03.14.2006 | Ngalang         | 14,81        | 7.359                          | 7.483                          | 4.105                          | 4.246                          | 8.351                          | 563,9                          | 14            | 14/71    |
| 34.03.14.2007 | Tegalrejo       | 10,02        | 6.841                          | 6.804                          | 3.826                          | 3.671                          | 7.497                          | 748,2                          | 11            | 11/55    |
| 34.03.14      | Kec. Gedangsari | 68,14        | 36.158                         | 35.265                         | 19.180                         | 19.209                         | 38.389                         | 563,4                          | 67            | 67/353   |

## Demographie
Grobeinteilung der Bevölkerung nach Altersgruppen (zum Zensus 2020)
| Altersgruppen | 00Männer | 00Frauen | zusammen |
| ------------- | -------- | -------- | -------- |
| 0 – 14        | 4.036    | 3.844    | 7.880    |
| 15 – 64       | 12.764   | 12.491   | 25.255   |
| 65+           | 2.380    | 2.874    | 5.254    |
| gesamt        | 19.180   | 19.209   | 38.389   |
| anteilig (%)  |          |          |          |
| 0 – 14        | 21,04    | 20,01    | 20,53    |
| 15 – 64       | 66,55    | 65,03    | 65,79    |
| 65+           | 12,41    | 14,96    | 13,69    |

### Bevölkerungsentwicklung
In den Ergebnissen der sieben Volkszählungen seit 1961 ist folgende Entwicklung ersichtlich:
| Einheit/Jahr     | 1961         | 1971         | 1980         | 1990         | 2000         | 2010         | 2020         |
| ---------------- | ------------ | ------------ | ------------ | ------------ | ------------ | ------------ | ------------ |
| Kec. Gedangsari  | 29.681       | 32.465       | 35.075       | 35.371       | 36.158       | 35.265       | 38.389       |
| Anteil in %      | 5,19         | 5,24         | 5,32         | 5,43         | 5,39         | 5,22         | 5,14         |
| Kab. Gunungkidul | 571.823      | 619.117      | 659.486      | 651.004      | 670.433      | 675.382      | 747.161      |
| Sonderregion DIY | 00 2.231.062 | 00 2.487.177 | 00 2.750.025 | 00 2.912.611 | 00 3.120.478 | 00 3.457.491 | 00 3.66.8719 |